# Catagramma polypygas
Catagramma polypygas är en fjärilsart som beskrevs av William James Kaye 1919. Catagramma polypygas ingår i släktet Catagramma och familjen praktfjärilar. Inga underarter finns listade i Catalogue of Life.